# Личи (Грузия)
Личи (груз. ლიჩი) — село в Грузии, на территории Сачхерского муниципалитета края (мхаре) Имеретия.

## География
Село находится в центральной части Грузии, на берегах реки Дзирулы, на расстоянии 37 километров к юго-востоку от города Сачхере, административного центра муниципалитета. Абсолютная высота — 655 метров над уровнем моря.

## Население
По результатам официальной переписи населения 2014 года, в Личи проживало 170 человек (82 мужчины и 88 женщин). В национальной структуре населения грузины составляли 100 %.
| Год  | Население, человек |
| ---- | ------------------ |
| 2002 | 256                |
| 2014 | ↘ 170              |